# Вайполин, Александр Фёдорович
Александр Фёдорович Вайпо́лин (1880 — 1970) — советский учёный, горный инженер. Работал в промышленности, руководил разведочными работами на Урале, в Средней Азии и других районах.

## Биография
Родился 6 апреля 1880 года в селе Турьинские рудники (ныне Краснотурьинск, Свердловская область) в семье горнорабочего.
Окончил Турьинское горное училище (1895). Работал штейгером на Александровском и Берестово-Богодуховском каменноугольных рудниках (Донбасс).
В 1902—1904 годах управляющий золоторудным прииском «Серебрянка» (Урал).
В 1904—1907 годах снова на рудниках Донбасса.
С 1908 года старший лаборант, с 1916 года — ассистент кафедры «Горное искусство» Горного института. В 1929 году экстерном окончил Горный факультет ЛГИ и назначен на должность преподавателя. Читал курсы лекций по спасательному делу, технике безопасности, рудничному водоотливу и буровзрывному делу. С 1931 года доцент.
В 1926—1927 годах руководил строительством первого в СССР калийного рудника.
Принимал участие в исследованиях взрывчатых свойств каменной пыли в Донбассе. В 1938—1941 годах в бригаде профессора А. Н. Кузнецова участвовал в разработке нового взрывчатого вещества СИНАЛ-АК для снаряжения боеприпасов. Был одним из организаторов цеха по его производству в блокадном Ленинграде (на территории Горного института).
Горный директор 1-го ранга.
Проводил исследования в области буровзрывного и горноспасательного дела, проходки шахт в сложных условиях. Организовал первый в России горноспасательный пункт на Богословских медных рудниках. Консультировал строительство Волховской и Свирской ГЭС. Начал исследования по применению электромагнитных волн высокой частоты для взрывания зарядов.
С 1946 года доцент, в 1953—1957 годах заведующий кафедрой «Буровзрывные работы» ЛГИ.
Умер 11 апреля 1970 года. Похоронен в Ленинграде на Богословском кладбище.

## Награды и премии
- Сталинская премия второй степени (1942) — за изобретение нового вида взрывчатого вещества
- орден Ленина
- орден Трудового Красного Знамени
- медаль «За трудовую доблесть»
- медаль «За оборону Ленинграда»
- медаль «За доблестный труд в Великой Отечественной войне 1941—1945 гг.»

## Избранные труды
- Фильтрация в коренных трещиноватых породах. Сборник по общей и прикладной геологии, № 27, 1926;
- Проходка разведочных выработок в условиях вечной мерзлоты. Научн.-иссл. работа для Арктического института, 1937;
- Проходка шахт специальными способами. Металлургиздат, Свердловск, 1947.